# Куттара (озеро)
Куттара или Куттара-Ко (яп. 倶多楽湖 куттара-ко) — вулканическое озеро в юго-восточной части японского острова Хоккайдо, в 5,2 км от побережья Тихого океана. Озеро расположено на территории посёлка Сираои, включено в национальный парк Сикоцу-Тоя.
Объём воды составляет 0,46 км³. Площадь поверхности — 5,0 км², максимальная глубина — 148,0 м. Высота над уровнем моря — 258 м.
Название озера происходит из айнского языка и означает
«место, где растёт много японского горца».
Куттара образовалось 40 тыс. лет назад в результате извержения одноимённого вулкана и лежит в его кальдере. Края кальдеры на 250 м выше поверхности воды. Вулканическая активность сохраняется у западного подножья горы, где есть горячие источники, но не в районе озера.
Озеро бессточное, но имеет сток около 0,44 м³/с через грунтовые воды.
Куттара бедно питательными веществами, в нём водятся лишь нерка и хоккайдский углозуб в небольшом количестве.
До конца XX века озеро полностью замерзало каждую зиму (с января-февраля по середину апреля), но с приходом более тёплых зим это более не происходит.